# Cruz del Rey Don Sancho

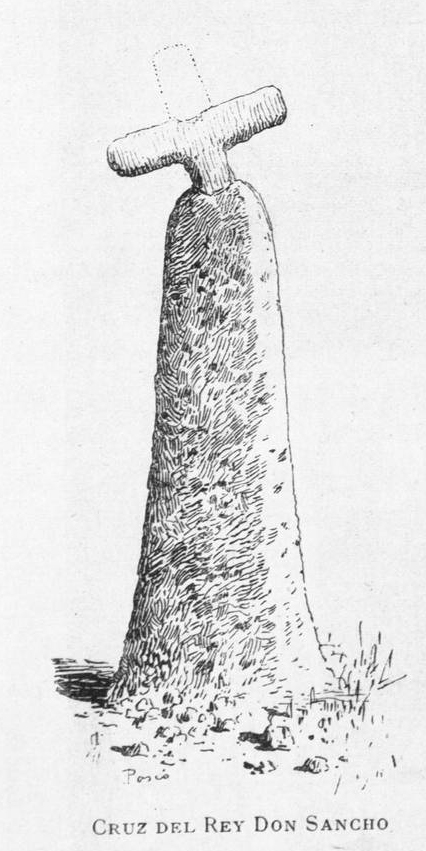
Cruz del Rey Don Sancho en un dibujo del

La "Cruz del Rey Don Sancho" es un monumento de la ciudad de Zamora (España), situado en el lugar donde, según la tradición, Bellido Dolfos asesinó al rey Sancho II, el 6 de octubre de 1072.

## Situación
Está situado junto a la carretera que conduce al municipio de La Hiniesta, en un cruce de carreteras al noroeste de la ciudad de Zamora. El paraje en el que se emplaza ha sido tradicionalmente vinculado con la ubicación del campamento del rey Sancho II durante el cerco de Zamora de 1072. El monumento está situado en el mismo lugar donde según la tradición, Vellido Dolfos asesinó al rey Sancho II, el 6 de octubre de 1072.
Se tiene constancia que en el siglo XIII ya se encontraba colocada esta cruz en el lugar, pues de esta fecha data el responso que se reza todos los años el día de romería cuando la Virgen de La Concha se traslada a La Hiniesta.
En el Catálogo Monumental de Ávila se habló de un menhir histórico: he aquí otro algo más antiguo y subsistente aún. Herido a traición el rey Sancho II, cuando sitiaba la ciudad en 1072 fue llevado a su tienda, donde murió luego. En memoria erigiose allí una piedra, que probablemente más tarde se remató con una pequeña cruz postiza, y a su pie veíase antes un montón de piedrecillas, que los caminantes iban arrojando en señal de haber dicho una oración por el alma del rey. Rota ya esta quizá remotísima costumbre, persevera el tosco monumento, al cabo de una llanada sobre el camino de La Hiniesta y a un kilómetro de la ciudad, que desde allí entera se descubre desde alto.

## Descripción
Gómez-Moreno la describe diciendo que "es de la pudinga cuarzosa del terreno mismo, cortada en forma de tronco de pirámide, con altura de 2,45 metros sobre tierra y base de 58 centímetros. La cruz es reciente, por haberse roto la de antes (en 1874 según Garnacho), asimismo de piedra”.
La pieza en sí, está formada por un monolito labrado en forma de paralelepípedo de sección rectangular. En su parte superior se va estrechando para rematar en una cruz griega, que según Gómez-Moreno es posterior al monolito. En la cara norte se distinguen algunas letras, actualmente bastante borrosas, en la que se intuye una "A" en letra capital. Es muy difícil precisar si esta fue realizada en época románica, pues no hay indicios que lo confirmen. Aun así, algunos autores así la consideran.